# Кольчужная рубашка
Кольчужная рубашка (англ. mail shirt) — деталь защитного снаряжения. Заимствована римлянами у кельтов, она стала обычной частью снаряжения римских солдат miles, на момент правления императора Августа её носили все пехотинцы, и даже центурионы. Изготовлялась из 30000—100000 железных или бронзовых колец и надевалась поверх кожаного дублета. Такая рубашка вместе с наплечниками образовывала пехотный доспех — лорика хамата. Обычными были наплечники кельтского типа, но встречались и случаи употребления греческих наплечников. Рубашка весила около 13 килограмм и в первом веке, когда римляне научились изготавливать сталь, была заменена доспехом из стальных пластин — лорика сегментата, который весил около 9 кг. По крою, сохранившиеся образцы таких кольчужная рубашка представляли собой тунику, из сложенного пополам прямоугольного кольчужного полотна с вырезом для головы в центре и с короткими рукавами.
Кольчуга распространялась во всем мире под влиянием римлян и была быстро принята фактически каждой использующей железо культурой в мире, хотя и редко использовалась в Китае. Однако она плохо держит рубящие и колющие удары и с конца первого тысячелетия нашей эры ей предпочитали пластинчатые и чешуйчатые доспехи. В то же время на Руси, куда кольчужные рубахи пришли из Европы (хотя нельзя исключать и влияния кочевников, таких как сарматы и авары) они продолжали использоваться, тяжело вооружённые воины в кольчугах назывались «бронистец», а наиболее ранние находки относят к VII веку.
С XI века, с появлением у всадников больших миндалевидных щитов, закрывавшие их от лица до середины голени, кольчуга снова стала популярной, прикрывая тело от случайных и скользящих ударов. Стали использовать длинные кольчужные рубахи с длинными рукавами, с варежками и капюшоном, так называемый "хауберк" и кольчужные чулки. Гобелен из Байё иллюстрирует нормандских солдат, носящих кольчужные хауберки длиной по колено, с рукавами длиной в три четверти и разрезом от нижней кромки до уровня промежности. Такой доспех был весьма дорогим — как за счёт стоимости материала (железная проволока) и времени/навыков, требуемых для производства — так что обычные пехотинцы редко были экипированы хауберками.
В то же время, отмечает А. Н. Кирпичников, в русских землях вообще неизвестны соединённые в одно целое кольчужные капюшоны с кольчугой и/или кольчужные штаны, которые он относит к принадлежностям западноевропейского рыцарского вооружения. В XIII веке в русской тяжёлой кавалерии из кольчужной защиты начинают распространяться длиннополые кольчуги и кольчужные чулки. При этом русские кольчужные рубашки шли на экспорт как на Восток, так в Европу, вместе со словом брони (Brunje). По археологическим данным известно 85 кольчуг XI—XIII веков, причем с XII века находки кольчуг становятся регулярными, а многие находки сопряжены с монгольском нашествием, например найдены в сожжённых монголами городах. Русские кольчужные рубашки состояли из 35000-50000 колец и весили около 5-6 кг. Их покрой отличался от римских прямым (но тоже коротким) рукавом, наличием ворота для защиты шеи с разрезом в нём для надевания и срезанными для удобства посадки в седле задними полами.